# PAC P-750 XSTOL

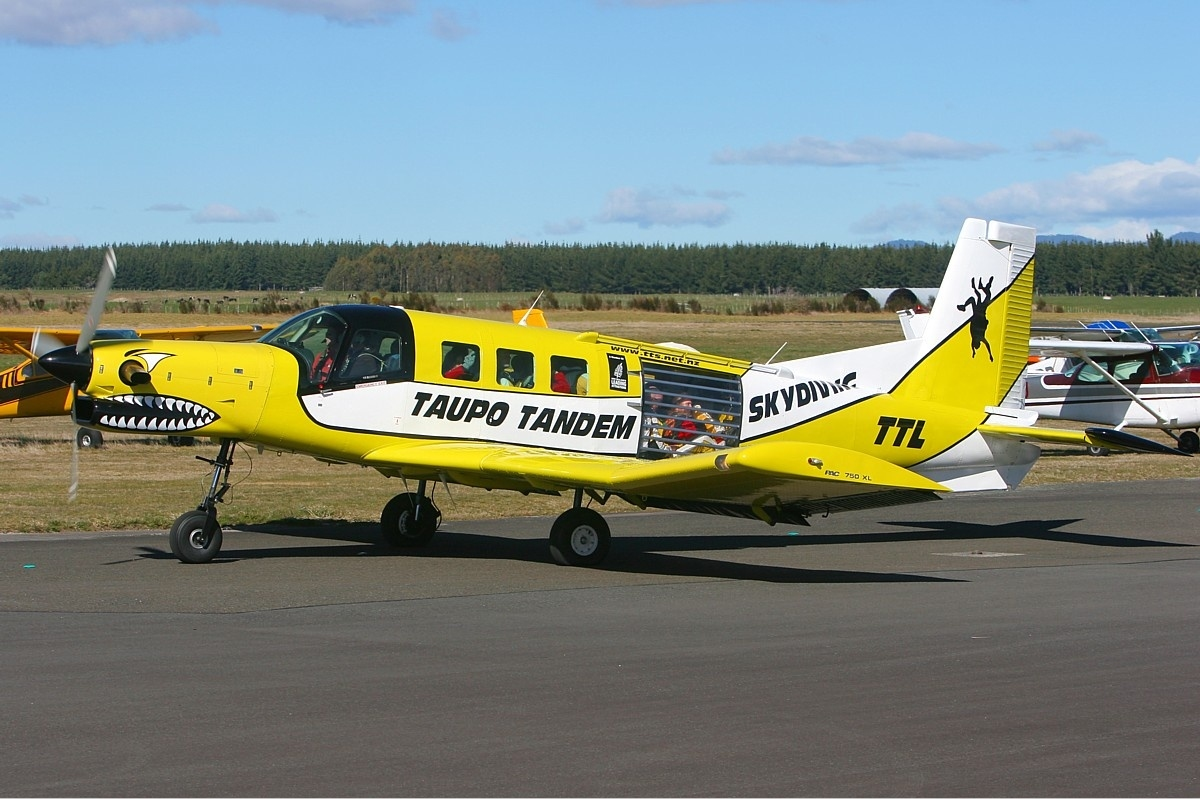
Pacific Aerospace 750XSTOL de Venture Aviation, empleada para la práctica del paracaidismo.

El PAC P-750 XSTOL, (anteriormente conocido como PAC 750XL) es un avión utilitario diseñado y construido por el fabricante aeronáutico neozelandés Pacific Aerospace. Esta aeronave es un desarrollo del PAC Cresco de la cual toma las alas, mientras que recibe un nuevo fuselaje y un turbopropulsor Pratt & Whitney Canada PT6 de 750 hp.

## Especificaciones (750XSTOL)
Referencia datos: Certificación EASA

### Características generales
- Tripulación: 1 piloto
- Capacidad: 9 pasajeros o 17 paracaidistas
- Longitud: 11,8 m (38,8 ft)
- Envergadura: 12,8 m (42 ft)
- Altura: 4 m (13,3 ft)
- Superficie alar: 24,9 m² (267,8 ft²)
- Peso vacío: 1140 kg (2512,6 lb)
- Peso cargado: 3395 kg (7482,6 lb)
- Planta motriz: 1× turbohélice Pratt & Whitney Canada PT6A-34.
  - Potencia: 544 kW (750 HP; 740 CV)

### Rendimiento
- Velocidad crucero (Vc): 313 km/h (194 MPH; 169 kt)
- Alcance: 1078 km (582 nmi; 670 mi)
- Techo de vuelo: 6098 m (20 007 ft)

### Desarrollos relacionados
- PAC Cresco

### Aeronaves similares
- Cessna Caravan
- Gippsland GA8
- Pilatus PC-6
- Quest Kodiak